# اندیس آقین (۱)
آقین (۱) یک اندیس فلزی است که در حوالی شهر حناء استان کرمان قرار دارد و مادهٔ معدنی موجود در آن، مس است.